# سیارک ۸۱۲۴
سیارک ۸۱۲۴ (به انگلیسی: 8124 Guardi، نامگذاری:4370T-1) هشت هزار و صد و بیست و چهارمین سیارک کشف شده‌است که در ۲۶ مارس ۱۹۷۱ کشف شد.
قدر مطلق سیارک برابر ۱۶٫۳۰ است.